# 공동체 언어 학습법
공동체 언어 학습법(共同體言語學習法, community language learning, CLL)은 미국의 심리학자 찰스 커란(Charles A. Curran, 1913-1978)이 창안한 교수법이다. 교사는 상담자가 되고 학생은 내담자가 되어, 교사가 학생을 존중하는 채로 상호작용하면서 학습이 진행된다.

## 배경
커란은 칼 로저스의 인간 중심 치료에서 영향을 받았다. 이 치료 모형에서 내담자는 성장 동기와 잠재력을 지닌 존재이며, 상담자는 내담자를 돕고자 하는 진솔한 마음으로 내담자를 무조건적으로 존중하고 내담자의 경험세계를 있는 그대로 공감한다. 커란은 이를 모방하여, 학습자를 상담이 필요한 집단으로 간주하고, 교사와 학습자들이 서로를 공감하는 가운데 학습이 이루어지도록 하였다. 이때 학습자들은 스스로 상담을 받으려는 의지가 있어 교육 공동체로 자발적으로 왔으므로, 수업에서는 학습자의 요구가 중심이 된다.

## 절차
신뢰관계가 형성되고 학습 목적이 동일한, 같은 모국어를 사용하는 학생들이 원형으로 앉고, 교사는 원 바깥에 앉는다. 학생들이 모국어로 무언가 말하면, 교사는 그 말을 목표 언어로 번역하여 말하고, 학생들은 이를 따라 목표 언어로 말한다. 이러한 과정을 반복하되, 학생들이 목표 언어로 말하는 것은 녹음한다. 녹음을 하는 말하기 과정이 마무리되면 이를 재생하여 들으며, 학생들은 자신들이 말하였던 것을 모국어로 재번역하여 말한다. 수업이 마무리되는 단계에서, 학생들은 자유롭게 논의하면서 귀납적으로 목표 언어의 체계를 세우고, 이때 교사가 학습 내용에서 중요한 항목을 지시적으로 설명하기도 한다. 수업이 반복되면서 학생들이 목표 언어에 익숙해질수록 교사는 번역이나 설명을 줄이고, 학습자가 마침내 구어에 유창해지면 모든 수업이 종료되면서 학생들은 독립한다.

## 장단점
공동체 언어 학습법의 장단점은 다음과 같다.

### 장점
1. 학습자를 인간적으로 존중한다.
2. 학생들은 하고 싶은 말을 마음껏 할 수 있다.
3. 실수한다는 부담감이 적고, 실수하더라도 녹음을 듣고 언제든지 고칠 수 있다.
4. 학생들이 원하는 것이 수업의 내용이 되므로, 동기와 흥미를 효과적으로 유발할 수 있다.
5. 모든 내용을 다 아는 교사가 주는 부담감이나 친구들 앞에서 실수하는 것에 대한 긴장감 없이 수업을 진행할 수 있다.[6]

### 단점
1. 이중언어에 능한 교사를 찾기 어렵다.
2. 학습자의 모국어가 다양한 경우 불가능하다.
3. 학습자들은 서로 다른 성향을 지녔으므로, 수업을 통제하기 어렵다.
4. 학습자의 발화가 수업의 중심을 이루므로, 어휘나 문법 측면에서 수업을 조정하기 어렵다.
5. 학생들이 귀납적으로 체계를 잡도록 하더라도, 수업을 시작할 때 무엇을 배울지 연역적으로 지시하면 보다 효율적일 수 있는데, 그러지 않는다.[6]
6. 교사가 양 언어 간의 뉘앙스를 잘못 번역하면 학습자는 목표 언어를 잘못 이해하게 된다.[6]

## 같이 보기
- 문법 교수

## 참고 문헌
- Brown, H. Douglas (2001). 《원리에 의한 교수》. 번역 권오량; 김영숙; 한문섭. 제2판. 서울: Pearson Education Korea. ISBN 8945090061.
- 강현화; 원미진 (2017). 《한국어 교육학의 이해와 탐구》. 서울: 한국문화사. ISBN 9788968175466.